# Narda
Narda (Duits: Nahring) is een plaats (község) en gemeente in het Hongaarse comitaat Vas. Narda telt 525 inwoners (2001).

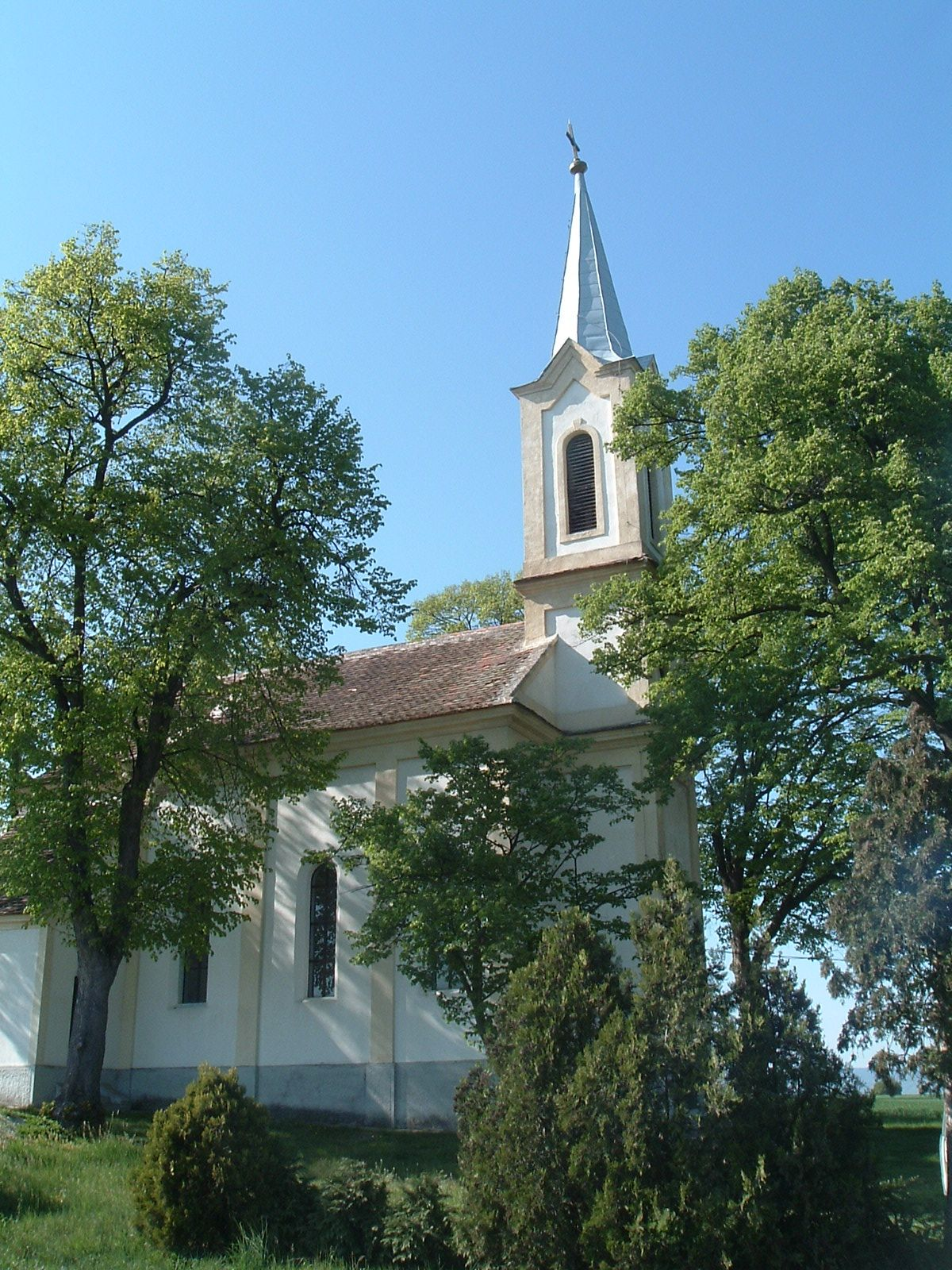
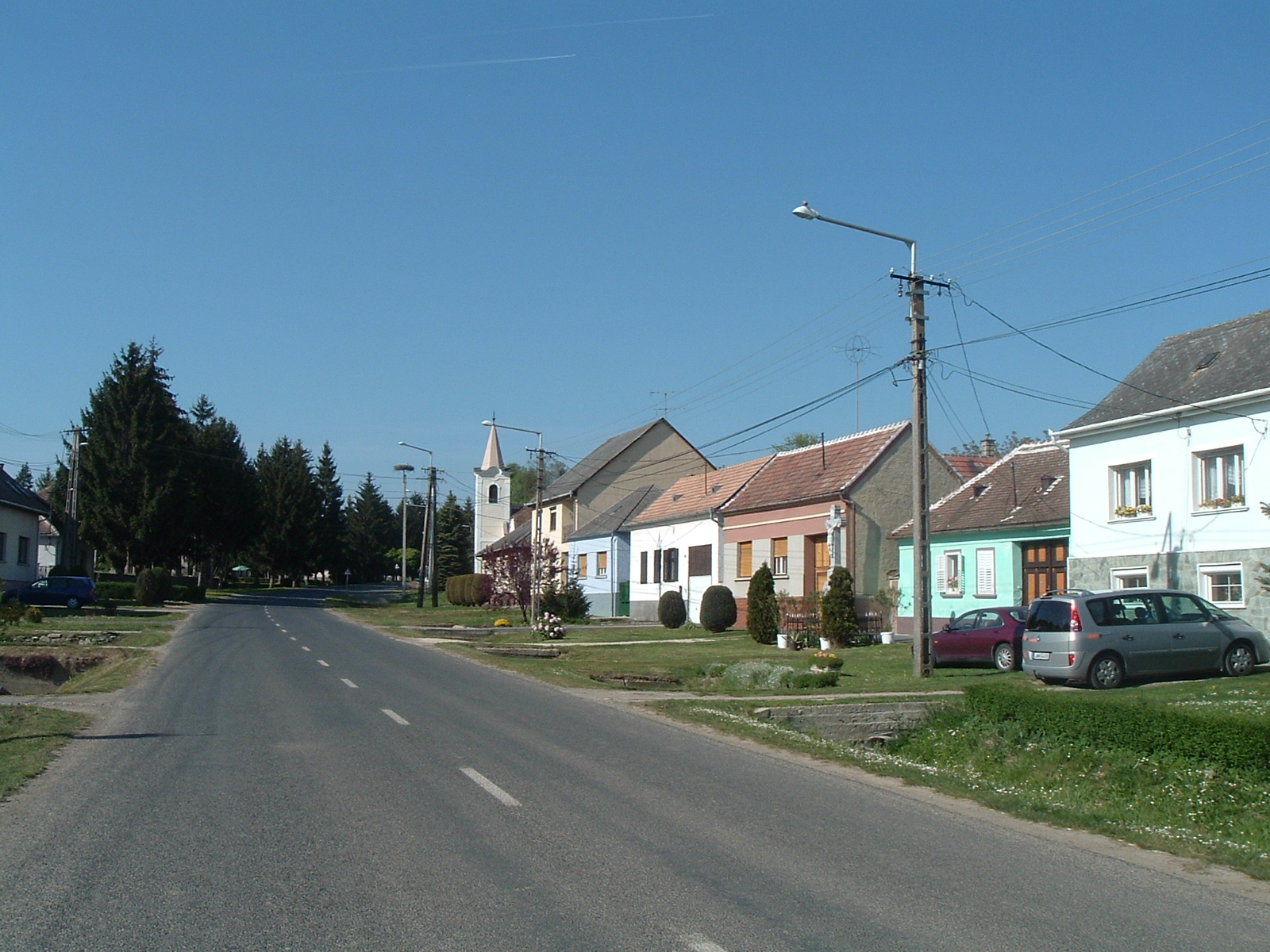